# Humbert Withand
Humbert I Withand (ca. 980 – Hermillon, 19 juli 1047 of 1 juli 1048) was de eerste graaf van Savoye en geldt als stamvader van het huis Savoye dat later Italië zou regeren.

## Leven
Humbert met de witte hand was van adellijke komaf, maar zijn herkomst is niet met zekerheid vast te stellen. Naast een afkomst uit lokale adel (dan zou Amadeus van Beiley zijn vader zijn) is afstamming uit hoge adel uit Saksen, Italië, Bourgondië en de Provence gesuggereerd. De bijnaam Withand is moeilijk te verklaren. Misschien wordt bedoeld dat hij zeer gul was maar er wordt ook rekening gehouden met een schrijffout in middeleeuwse teksten.
In het conflict tussen Rudolf III van Bourgondië en keizer Hendrik II koos Humbert de kant van de keizer. Als dank hiervoor maakte de keizer hem in 1003 graaf van Salmourenc en graaf in het noorden van Viennois. In 1017 werd hij graaf van Nyon (aan de noordkant van het meer van Genève in het zuidwesten van het huidige Zwitserland) en in 1024 van het Valle d'Aosta. In 1034 schonk de Duitse koning Koenraad II hem een deel van Maurienne als dank voor zijn hulp in de strijd tegen aartsbisschop Aribert van Milaan. Hij verkreeg ook de graafschappen Savoye, Beiley, Chablais en een deel van de Tarantaise. Humbert beheerste zo drie van de grote passen in de Alpen: de Col du Mont Cenis, de Grote en Kleine Sint-Bernhardpas. Humbert vestigde zich in een kasteel in Aiguebelle.
Humberts zoon Otto was intussen getrouwd met Adelheid van Susa, dochter van markies Manfred II Olderik van Susa, een afstammeling van Arduin van Ivrea, koning van Italië, die regeerde over de graafschappen Turijn, Auriate, Asti, Bredulo en Vercelli, het huidige Piëmont en een deel van Ligurië.
Humbert stierf vermoedelijk hetzij op 19 juli 1047 in Hermillon of op 1 juli 1048 (volgens het overlijdensregister van Talloires en werd opgevolgd door zijn zoon Amadeus. Humbert is begraven in Saint-Jean-de-Maurienne.

## Huwelijk en kinderen
Hij was getrouwd met Auxilia van Lenzburg.
Auxilia was een rijke erfdochter met grote bezittingen in Wallis.
Haar bekende voorouders waren:
- Anselm (ca. 955 - voor 1019) en Alduid, Alduid was voor haar huwelijk maîtresse van koning Koenraad van Bourgondië - en Koenraad en Alduid waren de ouders van aartsbisschop Burchard II van Lyon.
  - Udalrich en een onbekende vrouw, ouders van Anselm
    - Anselm en Henna van Schännis (ovl. na 950), ouders van Udalrich. Anselm doodde in 911 Burchard I van Zwaben.
    - Walter en Swanahild, ouders van de vrouw van Udalrich

Men is het nog oneens over het aantal kinderen dat Humbert en Auxilia hebben gekregen. Onderstaande kinderen worden in de bronnen het meest genoemd.
- Amadeus I van Savoye (1016-1051)
- Aymon, abt van de Abdij van Sint-Mauritius in Wallis, bisschop van Sion (overleden 13 juli 1054)
- Burchard (ovl. na 10 juli 1068), hulpbisschop van Aosta en proost van de abdij van Sint-Mauritius. Na de dood van aartsbisschop Burchard II van Lyon (zijn halfbroer), verliet Burchard zijn functies om eigenmachtig aartsbisschop van Lyon te worden. In 1034 werd hij echter door keizerlijke troepen afgezet.
- Otto van Savoye (1021-1059)